# Parell de bases
En biologia molecular el terme parell de bases (bp, de l'anglès base pair) s'empra com a mesura de longitud d'àcids nucleics de cadena doble (ADN generalment). S'entén per parell de bases, dos nucleòtids oposats en cadenes d'ADN o ARN complementàries enllaçats per ponts d'hidrogen.
Els àcids nucleics estan formats per nucleòtids. Al seu torn, un nucleòtid és format per un fosfat unit a un nucleòsid i el nucleòsid, per una pentosa (ribosa en l'ARN o desoxiribosa en l'ADN) unida a una base nitrogenada. Doncs és precisament la base nitrogenada qui dona la singularitat i el nom a cada nucleòtid i d'aquí que se simplifiqui i es parli directament de bases com unitats del polímer que és un àcid nucleic. Així es parla d'un fragment d'ADN de 3 kb o d'un oligonucleòtid de 24 bases per obtenir un fragment de 500 bp mitjançant PCR. Amb aquesta unitat es mesura el nombre de bases de què està constituïda una seqüència de d'ADN tot i que sovint es parla de bp parlant de cadenes simples d'ADN i ARN.
La mida d'un gen individual o del genoma sencer d'un organisme és sovint mesurada en parells de bases, ja que l'ADN és normalment de doble cadena. D'aquesta manera, el nombre total de parells de bases és igual al nombre de nucleòtids d'una de les cadenes (amb l'excepció de les regions de cadena senzilla no codificants dels telòmers. S'estima que el genoma haploide humà (23 cromosomes) té vora 3200 milions de parells de bases de llargada i conté 20.000-25.000 gens diferents.

## Unitat de mesura
Les abreviatures següents són emprades sovint per descriure la longitud d'una molècula de ADN o ARN:
- bp = parell de bases (base pair, de l'anglès); (un parell de bases correspon a 3,4 Å de llargada de cadena)
- kb (= kbp) = kilo parell de bases (kilo base pairs) = 1.000 bp)
- Mb (= Mbp) = mega parell de bases (mega base pairs) = 1.000.000 bp
- Gb (= Gbp) = giga parell de bases (giga base pairs) = 1.000.000.000 bp

En el cas de cadenes simples de ADN o ARN es parla de nucleòtids, abreviat nt (o knt, Mnt, Gnt), més que no pas parell de bases, donat que no estan aparellats.
Per diferenciar aquestes unitats del byte, unitat de capacitat de sistemes informàtics, és més convenient emprar kbp, Mbp, Gbp i així successivament.
El Centimorgan és també emprat quan es parla de distància al llarg d'un cromosoma, però la seva correspondència amb el nombre de parells de bases pot variar notamblement. En el genoma humà seria correspondria a 1 milió de parells de bases.

## Aparellament de bases

Parell de bases GC units per tres ponts d'hidrogen intermoleculars.

Parell de bases AT units per dos ponts d'hidrogen intermoleculars.

Les bases de les cadenes complementàries d'àcids nucleics (ADN-ADN, ADN-ARN o ARN-ARN) tenen la capacitat de reconèixer-se les unes a les altres mitjançant interaccions no covalents anomenades ponts d'hidrogen que determinen l'aparellament de bases. Això dona sentit a parlar de parell de bases entre dos nucleòtids oposats i complementaris: 
- En l'ADN les parelles que s'estableixen són adenina-timina (A-T) (si parlem de bases nitrogenades) o adenosina-timidina (si parlem dels nucleòsids formats amb adenina o timina respectivament) i guanina-citosina (G-C) o el que és equivalent, guanosina-citosina

- En l'ARN, la timina és reemplaçada per l'uracil i, per tant, forma la parella adenina-uracil (A-U) o adenosina-uridina. La parella guanina-citosina (G-C) es manté igual com a l'ADN.

La citosina, la timina i l'uracil són compostos pirimidínics donat que deriven d'un anell de pirimidina hexagonal, mentre que l'adenina i la guanina deriven de la purina, són compostos púrics formats per un anell pentamèric unit a l'hexamèric.
En l'ADN de cadena doble (dsDNA, de l'anglès double stranded DNA) la unió entre adenina i timina de cadenes oposades (complementàries) té lloc a través de dos ponts d'hidrogen. En canvi entre guanina i citosina s'estableixen tres ponts d'hidrogen i, per tant, una unió més forta. Aquest fet és important en el moment de dissenyar un oligonucleòtid (o primer, de l'anglès) per una reacció d'amplificació per PCR. El contingut en G i C d'aquest oligonucleòtid influirà en la força d'unió d'aquest oligonucleòtid amb la cadena motlle d'ADN que volem amplificar i per tant, en l'energia necessària per a separar-les en cada cicle d'amplificació.